# Bangana tungting
Bangana tungting är en fiskart som först beskrevs av Nichols 1925.  Bangana tungting ingår i släktet Bangana och familjen karpfiskar. Inga underarter finns listade.